# Wasserwirtschaftsamt (Bayern)

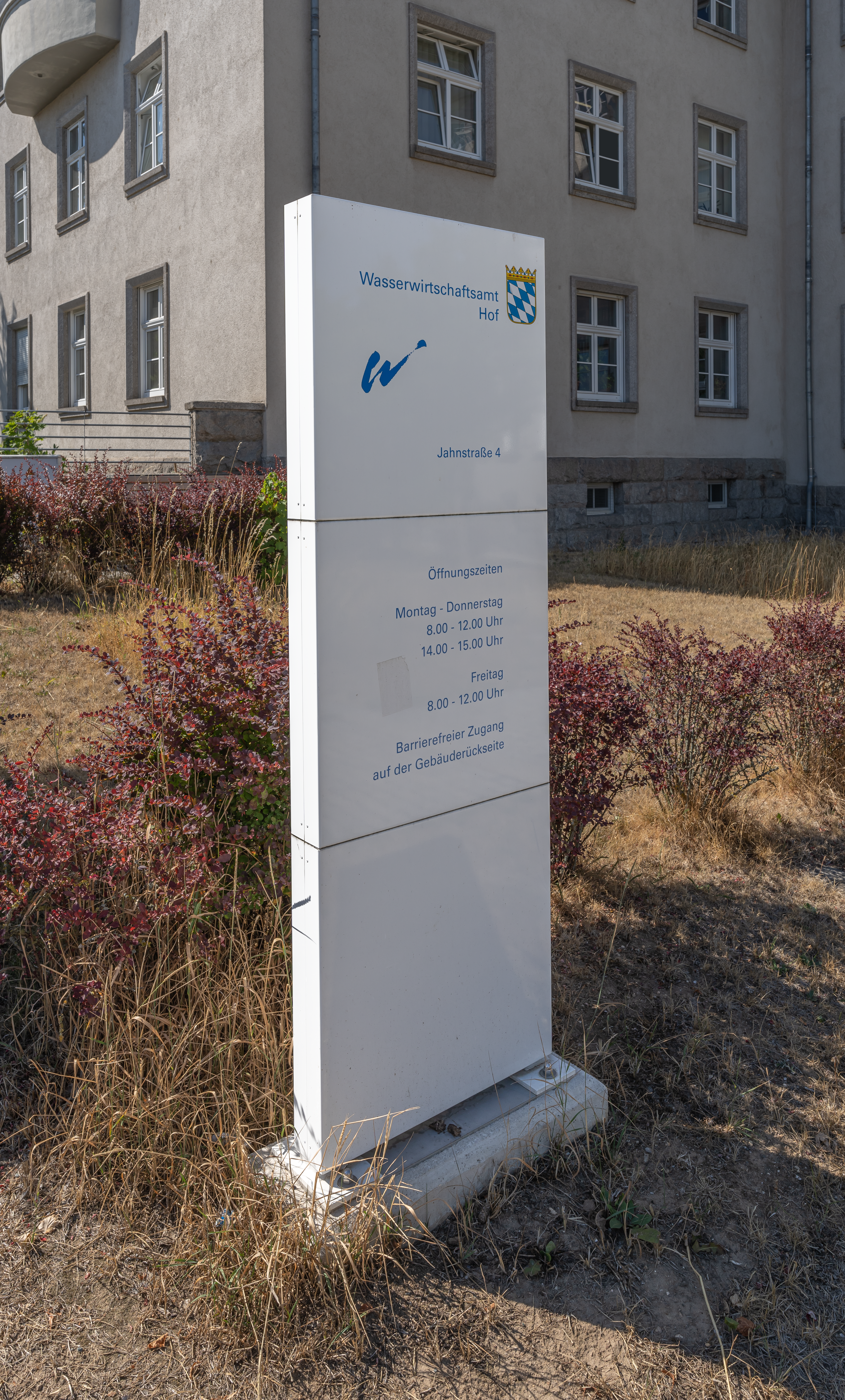
Infosäule mit Logo eines Wasserwirtschaftsamtes

Wasserwirtschaftsämter (kurz: WWAs) sind regionale Fachbehörden in Bayern und zuständig für Fragen der Wasserwirtschaft. Es gibt 17 eigenständige Wasserwirtschaftsämter in Bayern, welche jeweils für mehrere Landkreise bzw. kreisfreie Städte zuständig sind.

## Organisation
Die bayerischen Wasserwirtschaftsämter gehören zum Geschäftsbereich des Bayerischen Staatsministeriums für Umwelt und Verbraucherschutz und bilden zusammen mit dem Bayerischen Landesamt für Umwelt und den sieben Bezirksregierungen (bzw. deren Sachgebiete 52 – Wasserwirtschaft) die Wasserwirtschaftsverwaltung in Bayern.
Die Wasserwirtschaftsämter sind in einzelne Abteilungen gegliedert, welche jeweils für mehrere Landkreise im Amtsbezirk zuständig sind. Jede Abteilung ist in einzelne Sachgebiete gegliedert, welche je für einen bestimmen Fachaufgabenbereich zuständig sind. Die Sachgebiete sind gespiegelt in jeder einzelnen Abteilung vorhanden. Die Sachgebiete wiederum sind abteilungsübergreifend in Fachbereichen zusammengefasst. Einzelne Sachgebiete eines Fachbereiches können auch nicht an eine Abteilung gebunden.

## Standorte
Es gibt 17 eigenständige Wasserwirtschaftsämter in Bayern, die jeweils für ein bestimmtes Gebiet zuständig sind (der sogenannte Amtsbezirk). Dieser umfasst mehrere Landkreise und kreisfreie Städte. Ein Wasserwirtschaftsamt unterhält im Regelfall mehrere Standorte im jeweiligen Amtsbezirk. Beispiel für Außenstellen sind u. a. die sogenannten Fluss- bzw. Seemeisterstellen. Diese sind u. a. für den Unterhalt eines bestimmten Fließgewässersabschnittes oder eines bestimmten Sees zuständig. Daneben gibt es auch andere Außenstellen und Standorte wie zum Beispiel Labore oder Bauhöfe.

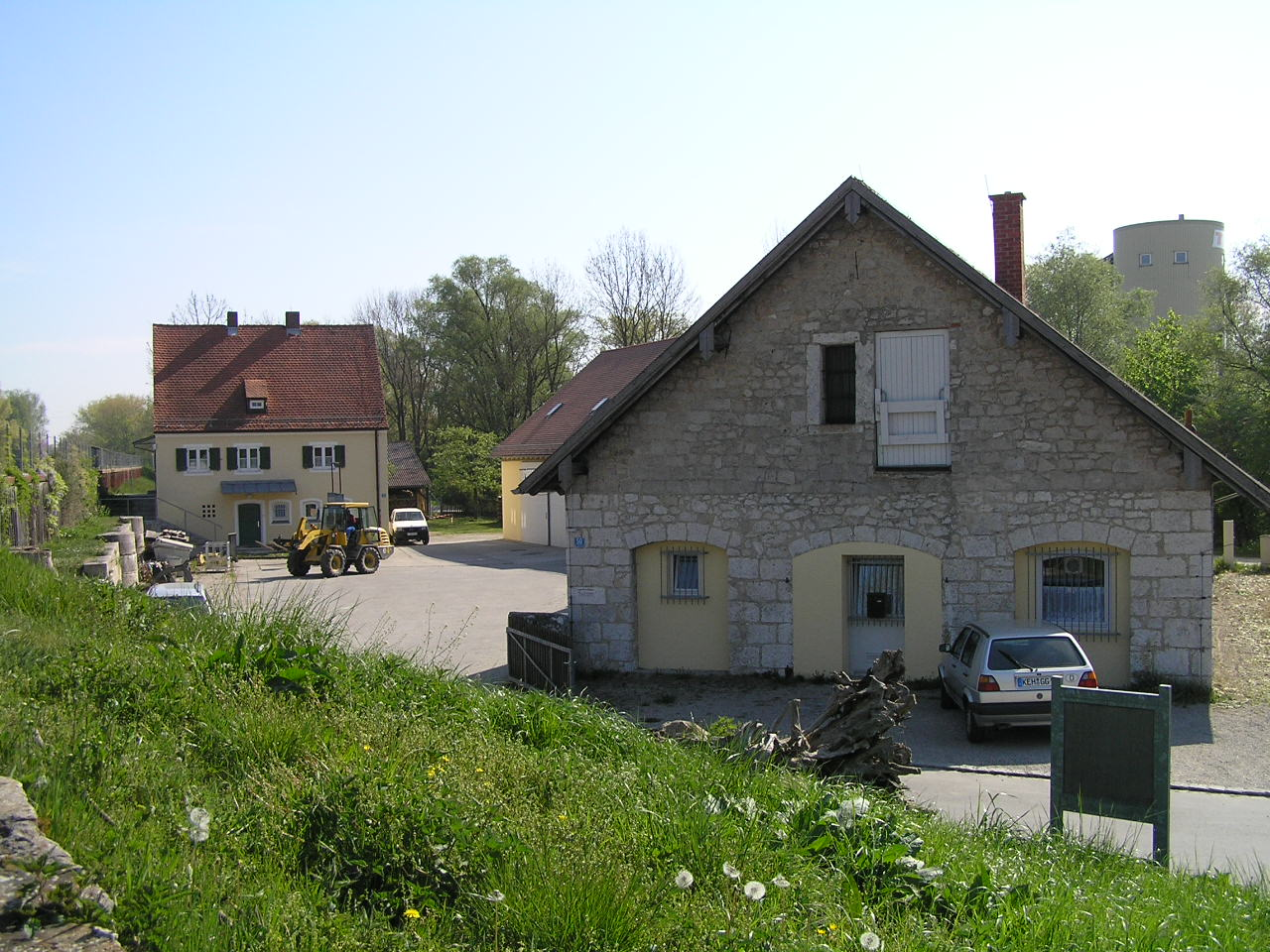
Flussmeisterstelle Neustadt des WWA Landshut
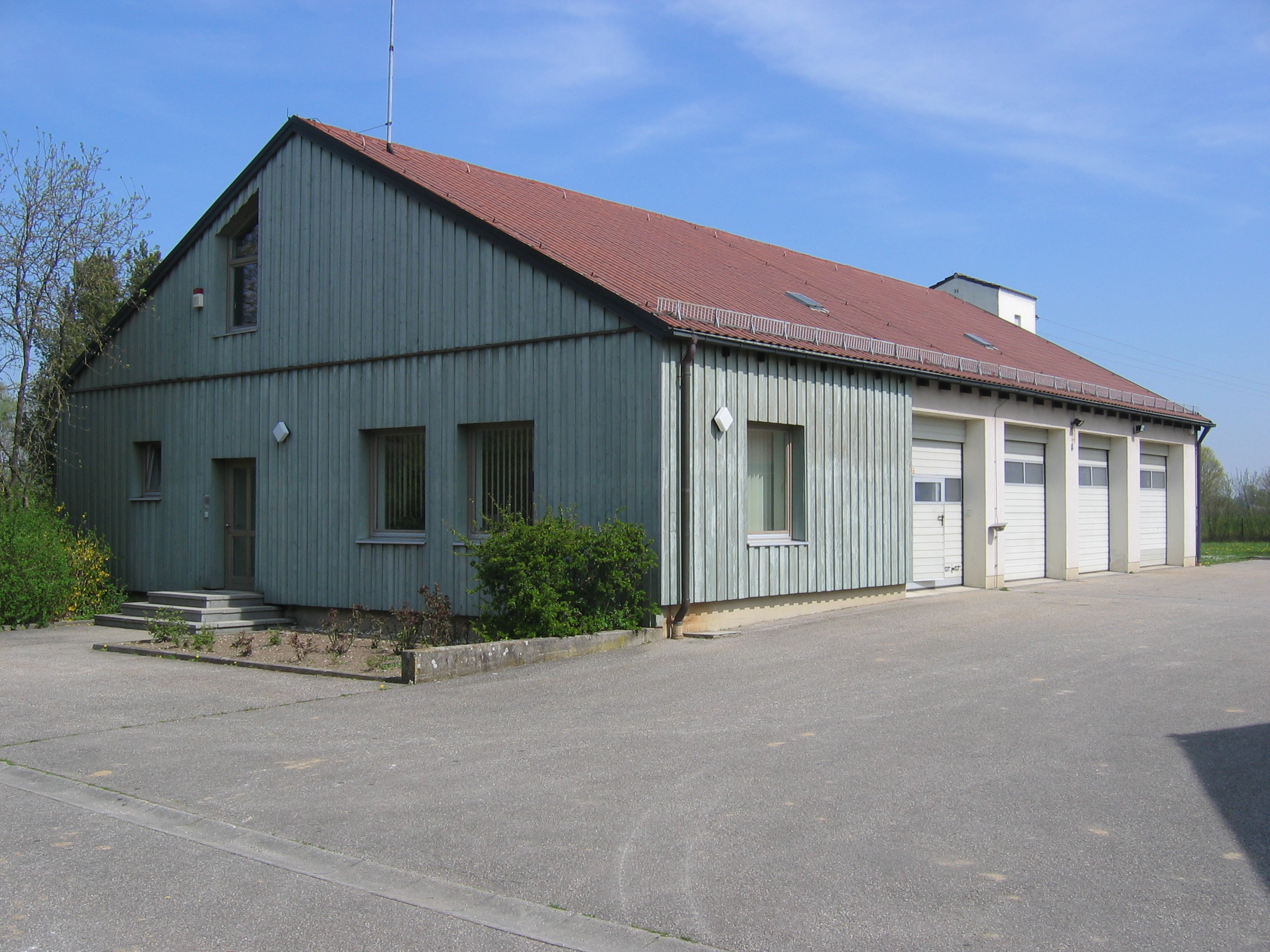
Betriebsstelle Vilstalsee des WWA Landshut

| Wasserwirtschaftsamt | Amtsbezirk (Landkreise und kreisfreie Städte) | Standorte | Bild des Hauptgebäudes                             |
| -------------------- | --- | --- | -------------------------------------------------- |
| Ansbach              | - Landkreis Neustadt a.d. Aisch – Bad Windsheim - Landkreis Ansbach - Stadt Ansbach - Landkreis Weißenburg – Gunzenhausen                                                    | - Hauptgebäude Ansbach - Flussmeisterstelle Ansbach - Stützpunkt Neustadt a.d. Aisch – Bad Windsheim - Seemeisterstelle Altmühlsee - Seemeisterstelle Brombachsee | Gebäude im Winter mit Straße im Vordergrund        |
| Aschaffenburg        | - Stadt Aschaffenburg - Landkreis Aschaffenburg - Landkreis Miltenberg - Landkreis Main-Spessart - Stadt Würzburg - Landkreis Würzburg - Landkreis Kitzingen                 | - Hauptgebäude Aschaffenburg - Dienstort Würzburg - Flussmeisterstelle Stockstadt - Flussmeisterstelle Gemünden - Stützpunkt Würzburg (Flussmeisterstelle) |                                                    |
| Bad Kissingen        | - Stadt Schweinfurt - Landkreis Schweinfurt - Landkreis Rhön-Grabfeld - Landkreis Haßberge - Landkreis Bad Kissingen                                                         | - Hauptgebäude Bad Kissingen - Gewässergütelabor Schweinfurt - Flussmeisterstelle Schweinfurt - Flussmeisterstelle Salz - Seemeisterstelle Ellertshäuser See | Schönes altes Gebäude mit Straße im Vordergrund    |
| Deggendorf           | - Landkreis Deggendorf - Landkreis Straubing-Bogen - Stadt Straubing - Landkreis Regen - Landkreis Passau - Stadt Passau - Landkreis Freyung-Grafenau - Landkreis Rottal-Inn | - Hauptgebäude Deggendorf - Dienstort Gaishofen - Dienstort Postmünster - Flussmeisterstelle Deggendorf - Flussmeisterstelle Straubing - Flussmeisterstelle Zwiesel - Flussmeisterstelle Passau - Flussmeisterstelle Postmünster - Hochwasserrückhaltebecken Postmünster - Trinkwassertalsperre Frauenau |                                                    |
| Donauwörth           | - Landkreis Aichach-Friedberg - Landkreis Augsburg - Stadt Augsburg - Landkreis Dillingen a.d. Donau - Landkreis Donau-Ries - Landkreis Günzburg - Landkreis Neu-Ulm         | - Hauptgebäude Donauwörth - Dienstort Krumbach - Flussmeisterstelle Donauwörth - Flussmeisterstelle Augsburg - Flussmeisterstelle Günzburg |                                                    |
| Hof                  | - Landkreis Bayreuth - Landkreis Hof - Landkreis Kulmbach - Landkreis Wunsiedel i.F. - Stadt Bayreuth - Stadt Hof                                                            | - Hauptgebäude Hof - Stützpunkt Förmitztalsperre (Fluss- und Seemeisterstelle) - Flussmeisterstelle Bayreuth | Beiges Gebäude im Sommer mit Straße im Vordergrund |
| Ingolstadt           | - Stadt Ingolstadt - Landkreis Eichstätt - Landkreis Neuburg-Schrobenhausen - Landkreis Pfaffenhofen                                                                         | - Hauptgebäude Ingolstadt - Flussmeisterstelle Ingolstadt - Flussmeisterstelle Eichstätt |                                                    |
| Kempten              | - Landkreis Oberallgäu - Landkreis Ostallgäu - Landkreis Unterallgäu - Landkreis Lindau - Stadt Kempten - Stadt Kaufbeuren - Stadt Memmingen                                 | - Hauptgebäude Kempten - Betriebsstelle Rottachsee - Flussmeisterstelle Füssen - Flussmeisterstelle Kempten - Seemeisterstelle Lindau - Flussmeisterstelle Sonthofen - Flussmeisterstelle Türkheim |                                                    |
| Kronach              | - Landkreis Coburg - Stadt Coburg - Landkreis Kronach - Landkreis Lichtenfels - Landkreis Bamberg - Stadt Bamberg - Landkreis Forchheim                                      | - Hauptgebäude Kronach - Operative Einheit Bamberg - Flussmeisterstelle Kronach - Flussmeisterstelle Lichtenfels - Flussmeisterstelle Bamberg - Trinkwassertalsperre Mauthaus - Hochwasserrückhaltebecken Froschgrundsee                                                                                 |                                                    |
| Landshut             | - Stadt Landshut - Landkreis Landshut - Landkreis Kelheim - Landkreis Dingolfing-Landau                                                                                      | - Hauptgebäude Landshut - Flussmeisterstelle Landshut - Flussmeisterstelle Neustadt - Flussmeisterstelle Dingolfing - Betriebsstelle Vilstalsee | Gebäude mit Bäumen im Vordergrund                  |
| München              | - Landeshauptstadt München - Landkreis München - Landkreis Fürstenfeldbruck - Landkreis Dachau - Landkreis Freising - Landkreis Erding                                       | - Hauptgebäude München - Flussmeisterstelle Freising - Flussmeisterstelle München - Stützpunkt Dachau |                                                    |
| Nürnberg             | - Stadt Nürnberg - Stadt Fürth - Stadt Erlangen - Stadt Schwabach - Landkreis Nürnberger Land - Landkreis Fürth - Landkreis Erlangen-Höchstadt - Landkreis Roth              | - Hauptgebäude Nürnberg - Flussmeisterstelle Nürnberg - Stützpunkt Erlangen (Flussmeisterstelle Nürnberg) - Flussmeisterstelle Rothsee |                                                    |
| Regensburg           | - Stadt Regensburg - Landkreis Cham - Landkreis Neumarkt i.d.Opf. - Landkreis Regensburg                                                                                     | - Hauptgebäude Regensburg - Laborstandort Regensburg Kavalleriestraße - Flussmeisterstelle Regensburg - Flussmeisterstelle Neumarkt i.d.OPf. - Flussmeisterstelle Roding - Bauhof Witzelsmühle - Betriebsgebäude Drachensee                                                                              |                                                    |
| Rosenheim            | - Stadt Rosenheim - Landkreis Ebersberg - Landkreis Miesbach - Landkreis Mühldorf - Landkreis Rosenheim                                                                      | - Hauptgebäude Rosenheim - Flussmeisterstelle Rosenheim - Flussmeisterstelle Wasserburg - Flussmeisterstelle Miesbach |                                                    |
| Traunstein           | - Landkreis Altötting - Landkreis Traunstein - Landkreis Berchtesgadener Land                                                                                                | - Hauptgebäude Traunstein - Außenstelle Salinenstraße (Traunstein) - Flussmeisterstelle Traunstein - Flussmeisterstelle Salzach - Flussmeisterstelle Piding - Kraftwerk Surspeicher |                                                    |
| Weiden               | - Landkreis Tirschenreuth - Landkreis Neustadt/Waldnaab - Stadt Weiden - Landkreis Amberg-Sulzbach - Stadt Amberg - Landkreis Schwandorf                                     | - Hauptgebäude Weiden - Flussmeisterstelle Weiden - Flussmeisterstelle Kümmersbruck - Standort Liebensteinspeicher - Standort Eixendorfer See |                                                    |
| Weilheim             | - Landkreis Bad Tölz – Wolfratshausen - Landkreis Garmisch – Partenkirchen - Landkreis Landsberg am Lech - Landkreis Starnberg - Landkreis Weilheim – Schongau               | - Hauptgebäude Weilheim - Flussmeisterstelle Weilheim - Flussmeisterstelle Benediktbeuern - Flussmeisterstelle Lenggries - Flussmeisterstelle Oberau - Betriebsleitung Sylvensteinspeicher - Betriebsleitung Windachspeicher                                                                             |                                                    |

## Aufgaben

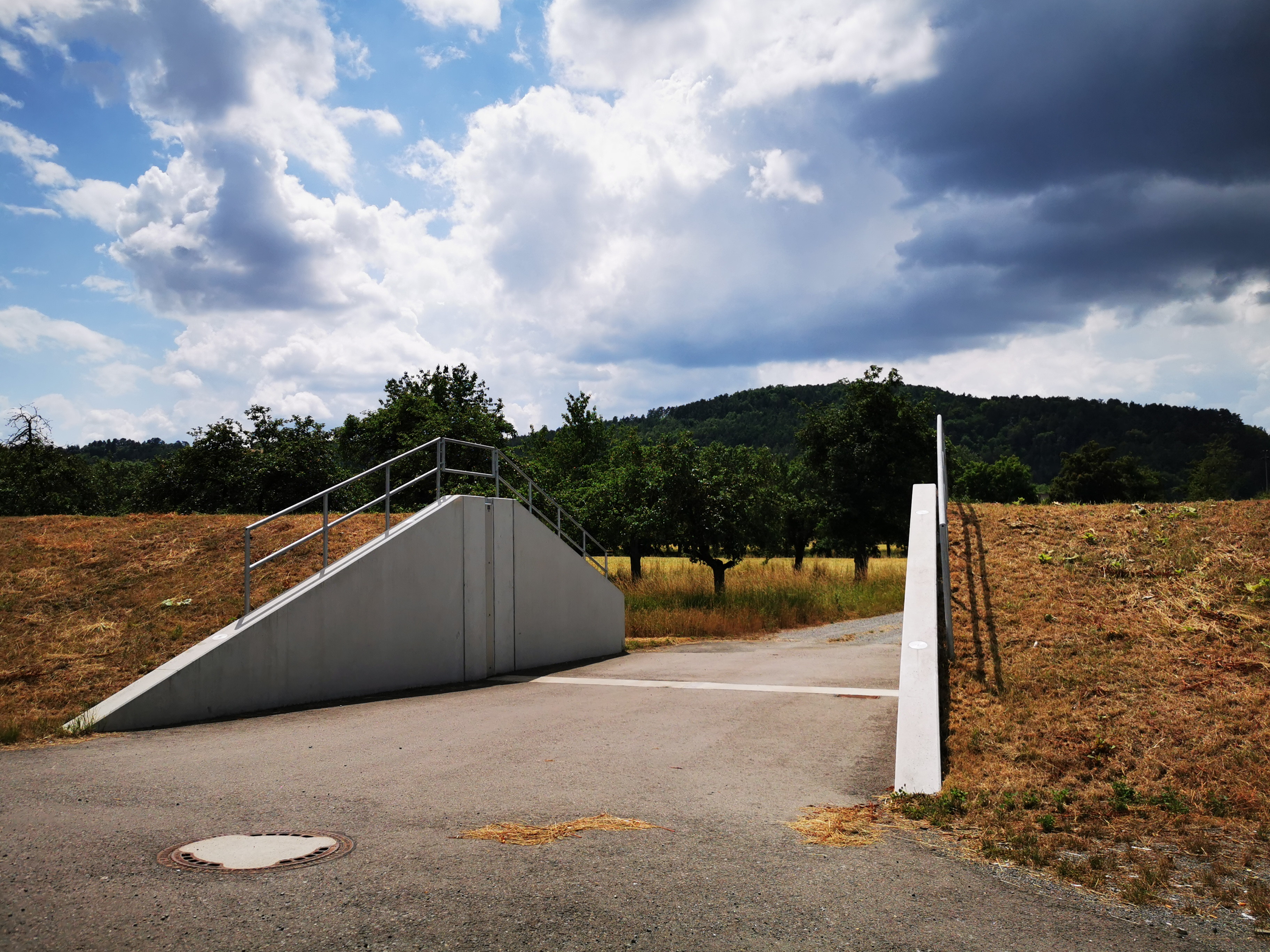
Beispiel für eine Hochwasserschutzmaßnahme – Wall mit verschließbarer Durchfahrt

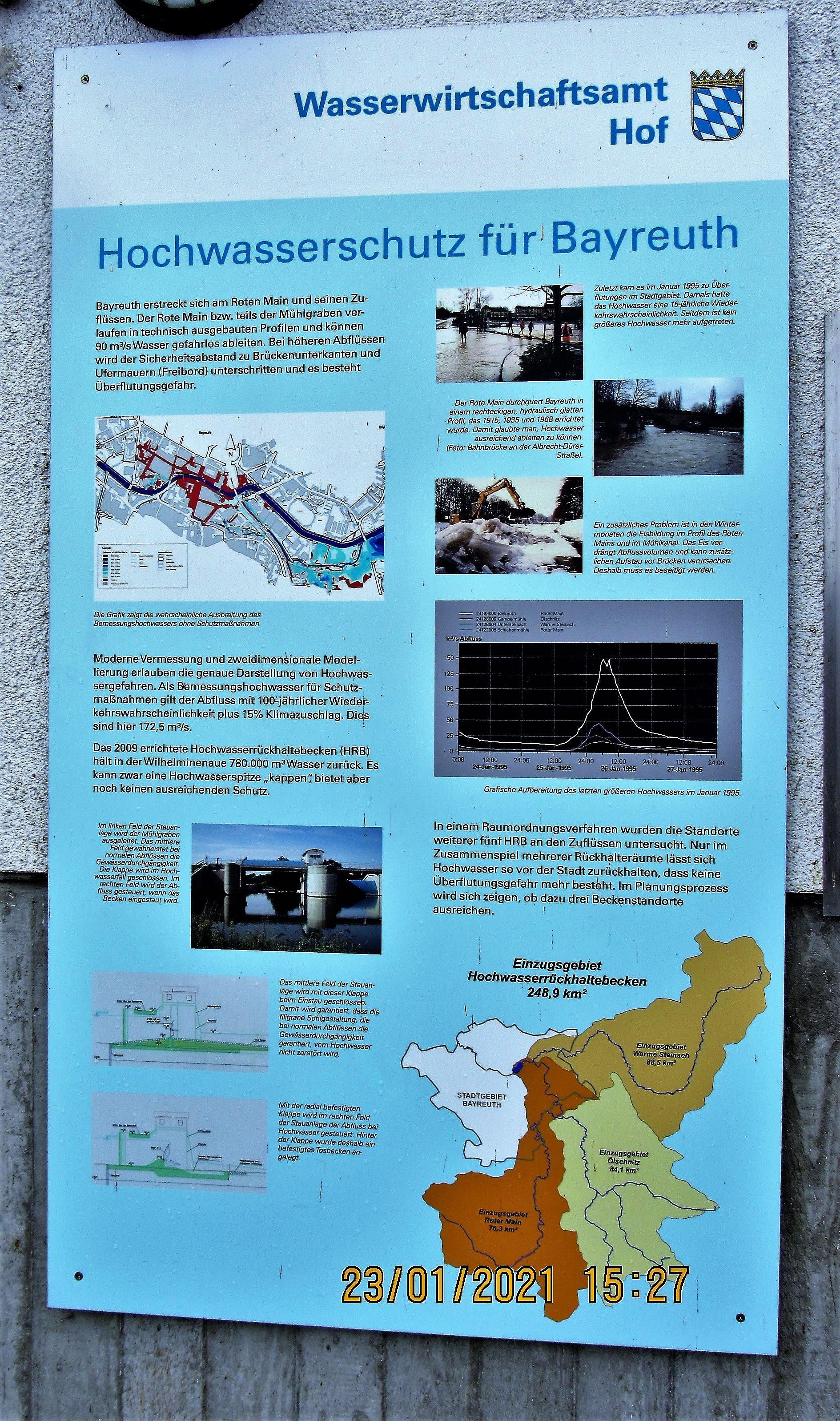
Infotafel des WWA Hof zum Hochwasserschutz in Bayreuth

Die Wasserwirtschaftsämter sind für die Belange der Wasserwirtschaft in Bayern in ihrem jeweiligen Amtsbezirk zuständig. Sie Unterstützen und Beraten die Bezirksregierungen und Kreisverwaltungsbehörden beim Vollzug der wasserwirtschaftlichen Aufgaben. Die Hauptziele der bayerischen Wasserwirtschaft sind das Wasser als Lebensraum für Tiere und Pflanzen zu schützen, eine verantwortungsvolle Nutzung durch den Menschen zu ermöglichen und vor den Gefahren durch Wasser (z. B. Hochwasser) zu schützen.
Die Wasserwirtschaftsämter in Bayern sind u. a. verantwortlich für:
- Unterhaltung und Ausbau von staatlichen Gewässern, Wildbächen, wasserbaulichen Anlagen und deren zugehörigen Liegenschaften
- Gewässerkundliches Messwesen
- Technische Gewässeraufsicht
- Beratung und Förderung von Kommunen

Konkrete Aufgaben eines Wasserwirtschaftsamtes in Bayern können daher beispielsweise sein:
- das Prüfen und Kontrollieren von Grundwasserentnahmen und zugehöriger Wasserschutzgebiete
- die Sicherung des Grundwasservokommens und dessen Schutz vor Belastungen (z. B. durch Industrie oder Landwirtschaft)
- die Überwachung der Einleitung von Abwässern in Gewässer
- die Beurteilung der Qualität von Fließgewässern, Seen und des Grundwassers
- der Naturschutz in den Ufer- und Auenbereichen und der Hochwasserschutz

## Geschichte

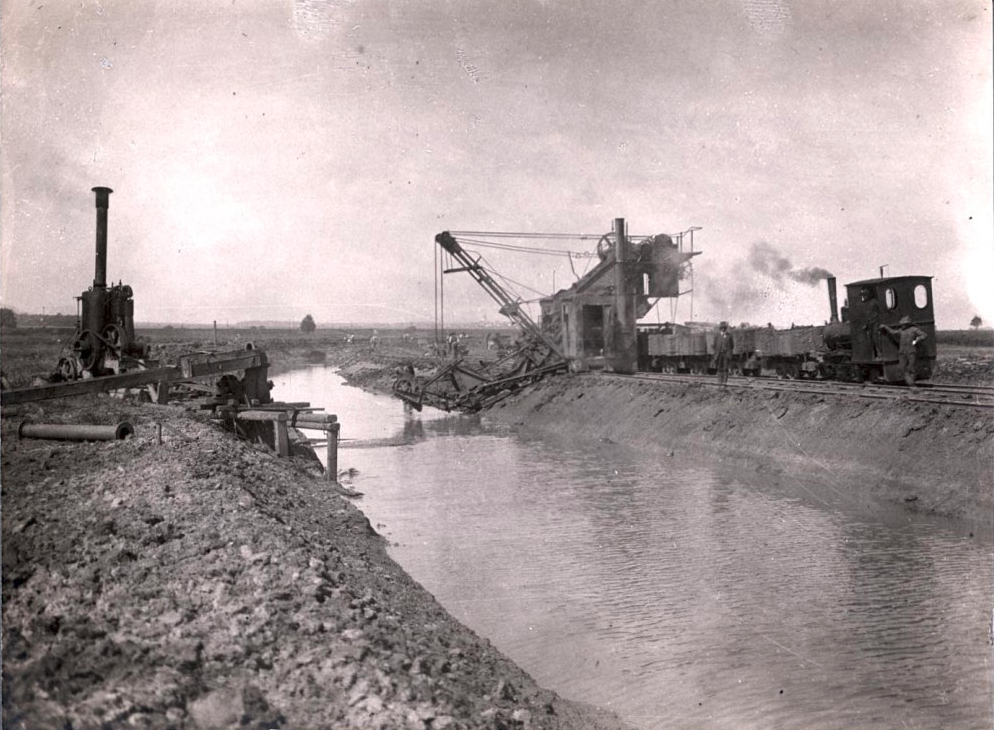
Kanalisierung der Altmühl im Jahr 1915 als historische Wasserwirtschaftliche Aufgabe

Die Ursprünge des Flussbaues nahmen 1872 durch die Einrichtung von 24 Straßen- und Flussbauämtern ihren Anfang, welche für Straßenbau und Bau und Verwaltung von öffentlichen Flüssen mit „erheblicher Hochwassergefahr“, zuständig waren. Aufgrund der größer werdenden Bedeutung des landwirtschaftlichen Wasserbaues Anfang des 20. Jahrhunderts und einer Neuordnung des Wasserrechts im Jahr 1907 wurden 1908 24 Kulturbauämter errichtet. 1941 erfolgte die Umbenennung in Wasserwirtschaftsämter. Durch Erlass entsprechender Gesetze 1953 wurden Aufgaben der Straßen- und Flussbauämter an die Wasserwirtschaftsämter übertragen (u. a. Aufgaben an öffentlichen Flüssen, den Staatsprivatflüssen und -bächen, Hochwasserschutz an Gewässern mit erheblicher Gefahr, Wasserversorgung und Abwasserbeseitigung). Durch die Neustrukturierung und die daraus resultierenden veränderten Aufgaben wurden die Straßen- und Flussbauämter zu Straßenbauämtern umbenannt. Aufgrund der Gebietsreform in Bayern 1972, wurden zum Teil die Amtsbezirke der Wasserwirtschaftsämter neu aufgeteilt.